# هيروشي سويجيما
هيروشي سويجيما (باليابانية: 副島 博志) (26 يوليو 1959 في ساغا في اليابان – )؛ هو لاعب كرة قدم ياباني سابق كان يلعب كلاعب وسط. سبق له أن لعب مع منتخب اليابان.

## وصلات خارجية
- هيروشي سويجيما على موقع قاعدة بيانات كرة القدم.إي يو (الإنجليزية)
- هيروشي سويجيما على موقع ناشيونال فوتبول تيمز (الإنجليزية)
- هيروشي سويجيما على موقع Soccerway.com (الإنجليزية)
- هيروشي سويجيما على موقع عالم كرة القدم.نت (الإنجليزية)

- National Football Teams
- Japan National Football Team Database